# Vergina
Vergina (grško Βεργίνα, Vergína) je majhno mesto v Osrednji Makedoniji v severni Grčiji. 
Ustanovljena je bila leta 1922 po izmenjavi prebivalstva po Lozanskem sporazumu in bila do leta 2011 samostojna občina, potem pa je bila skladno s Kalikratskim načrtom združena z Verojo. Vergina je bolj znana kot starodavno mesto Ajga (Αἰγαί, Aigaí, latinizirano v Ajga), ki je bilo prva prestolnica Makedonije. Leta 336 pr. n. št. je bil v egejskem gledališču umorjen Filip II. Makedonski, njegov sin Aleksander pa je bil razglašen za kralja.
Med najpomembnejše novejše najdbe, odkrite leta 1977, spadajo grobnice več makedonskih kraljev, vključno z grobnico Filipa II. Njegove grobnice roparji grobnic niso odkrili in izropali, kot veliko drugih tamkajšnjih grobnic. Na najdišču so odkrili tudi obsežno kraljevo palačo. Za hrambo najdb na tem mestu je bil ustanovljen Arheološki muzej, ki je eden od najpomembnejših muzejev v Grčiji.
Mesto Ajga je bilo leta 1996 vpisano na Unescov seznam svetovne kulturne dediščine kot »izjemna priča razvoja evropske civilizacije na prehodu iz klasične mestne države v imperialno strukturo helenističnega in rimskega obdobja«.

## Zgodovina
V območju s polmerom 7 km od kasnejšega mesta je bilo veliko vasi že od leta 1000 pr. n. št. Arheološka izkopavanja leta 1998 so pokazala, da so vasi postale pomembno populacijsko središče. Podobno so se razvijala zudi druga starogrška mesta.
V 7. stoletju pr. n. št. je prevlada Temenidov privedla do tega, da so se Makedonci začeli širili in si do konca 6. stoletja pr. n. št. podrejali lokalno prebivalstvo ter ustanovili Argeadsko dinastijo.
Staroveški viri navajajo nasprotujoča si poročila o nastanku Argeadske dinastije. Prva resnično zgodovinska osebnost je bil Aleksander I., zato so začetki makedonske dinastije tradicionalno datirani v leto 750 pr. n. št. Herodot pravi, da je bila Argeadska dinastija starogrška kraljevska hiša, ki je pod vodstvom Perdika I. okoli leta 650 pr. n. št. pobegnila iz Argosa.
Ime Ajga je imelo več starogrških mest. Ime izhaja iz imena legendarnega ustanovitelja Egeja, vendar ga je Diodor Sicilski etimologiziral tudi kot  "mesto koz" (iz grškega αἴξ, aíks, koza). Ob tem omenja, da ga je tako poimenoval Perdik I., ki mu je svečenica Pitija svetovala, naj zgradi glavno mesto svojega kraljestva tam, kamor ga bodo pripeljale koze.
Iz arheologije je zdaj razvidno, da se je Ajga razvilo in do konca ostal organizirana skupina vasi brez pravega prostorskega načrta in plemiške strukture s kraljem v središču moči. Ajga dejansko nikoli ni postalo veliko mesto in večina prebivalcev je živela v okoliških vaseh. V mestnem središču je bila zgrajena obzidana akropola. Iz Ajgaja so se Makedonci začeli širiti v osrednjo Makedonijo in izpodrinili lokalne prebivalce Pirine. 
Od leta 513 do 480 pr. n. št. je bilo Ajga del Ahemenidskega cesarstva, vendar je kralju Amintu I. uspelo ohraniti njegovo relativno neodvisnost, se izogniti satarapiji in razširiti svojo posest. V prvi polovici 5. stoletja pr. n. št. je Ajga postal glavno mesto Makedonije, najpomembnejše severne helenske države. Življenje je doseglo nevideno raven razkošja. Trgovci iz vsega antičnega sveta so za potrebe dvora v Ajgi prinašali dragoceno blago, vključno s parfumi, izrezljanimi okraski in nakitom. Mestno obzidje je bilo zgrajeno v 5. stoletju pr. n. št., verjetno med vladanjem Perdika II. Konec 5. stoletja pr. n. št. je Arhelaj I. na svoj dvor pripeljal umetnike, pesnike in filozofe iz vsega grškega sveta. Evripid je denimo ravno v Ajgi napisal in predstavil svoje zadnje tragedije.
Na začetku 4. stoletja pr. n. št. je Arhelaj preselil makedonsko prestolnico na severovzhod v Pello na osrednji makedonski ravnici. Ajga je kljub temu ohranilo svojo vlogo svetega mesta Makedonskega kraljestva, mesta tradicionalnih kultnih središč, kraljeve palače in kraljevih grobnic. Iz tega razloga se je Filip II. tukaj udeležil poroke svoje hčere Kleopatre z epirskim kraljem Aleksandrom, kjer ga je v gledališču umoril eden od njegovih telesnih stražarjev. Njegova pogrebna slovesnost je bila najbolj razkošna v zgodovini Grčije. Položen je bil na dodelano zlato in slonokoščeno posteljo, oblečen v dragocena oblačila. Na glavi je imel zlat hrastov venec in bil kot kralj, nekakšen novi Herkul, položen na pogrebno grmado.
V 3. stoletju pr. n. št. so se vneli ogorčeni boji za dediščino Aleksandra Velikega, ki so negativno vplivali na mesto. leta 276 pr. n. št. so Pirovi galski najemniki izropali veliko grobnic.
Potem ko so Rimljani leta 168 pr. n. št. strmoglavili makedonsko dinastijo, sta bili uničeni tako stara kot nova makedonska prestolnica. Porušeni sta bili obe obzidji in požgane vse stavbe. V 1. stoletju n. št. je zemeljski plaz uničil vse tisto, kar je bilo obnovljeno. Arheološka izkopavanja kažejo, da so bili deli mesta takrat še naseljeni. Med 2. in 5. stoletjem n. št. se je prebivalstvo z vznožja Pirinskih hribov postopoma selilo na ravnino. Od mesta je ostalo le majhno naselje in samo dvorni Palacij (palača) je kazala na njegov nekdanji status.

### Sodobno naselje
Sodobno naselje Vergina je bilo ustanovljeno leta 1922 med vasema Kutleš (grško Κούτλες, Koútles) in Barbes (grško Μπάρμπες, Bármpes), ki sta spadali v osmanski bejluk Palaticija. V 19. stoletju sta bili obe vasi naseljeni z Grki. Veliko vaščanov obeh vasi je sodelovalo v grškem uporu proti Osmanskemu cesarstvu leta 1821. Aleksander Sinve  je leta 1878 zapisal, da je v Barbasu živelo 120 Grkov. Po statistiki Vasila Kančova je leta 1900 v Kutlešu živelo 60 grških kristjanov, V Barbesu pa 50.
Mesto Vergina je bilo ustanovljeno skladno z Lozanskim sporazumom o izmenjavi prebivalstva med Grčijo in Turčijo. V Vergino so bili naseljeni Grki iz Male Azije. Ime Vergina je bilo izbrano na predlog verojskega metropolita po imenu legendarne kraljice Vergine (Bergine). Kraljica naj bi vladala nekje severno od Haliakmona in je imela poletno palačo v bližini Palaticije. Vergina je bila od leta 1922 do 2011 samostojna občina, potem pa je bila vključena v Verojo. Leta 2011 je imela 2.464 prebivalcev, od katerih je 1.242 živelo v sami Vergini.

## Arheologija
Arheologe so grobne gomile okoli Vergine zanimale že v 50. letih 19. stoletja, ker so domnevali, da je v njihovi bližini najdišče Ajga. Izkopavanja so se začela leta 1861 pod vodstvom francoskega arheologa Leona Heuzeya, ki ga je sponzoriral Napoleon III. V bližini Palatice so bili odkriti deli velike stavbe, ki je veljala za eno od palač Antigona III. Dosona (263–221 pr. n. št.). Palača je bila delno uničena v požaru. Izkopavanja so opustili zaradi nevarnosti malarije. Bager je predlagal, da gre za starodavno mesto Valla, kar je vladalo do leta 1976.
Leta  1937 so izkopavanja nadaljevali arheologi z Univerze Soluna. Odkrili so več ruševin starodavne palače, potem pa je izkopavanja prekinil izbruh vojne z Italijo leta 1940. Po drugi svetovni vojni so se izkopavanja nadaljevala. V 50. in 60. letih 20. stoletja je bil izkopan ostali del mesta, vključno z gledališčem.
Grški arheolog Manolis Andronikos je bil prepričan, da grič, imenovan Velika gomila (grško Μεγάλη Τούμπα, Megále Toúmpa), skriva grobnice makedonskih kraljev. Leta 1977 je Andronikos začel šesttedensko kopanje na Veliki gomili in našel štiri grobnice, od katerih sta bili dve nedotaknjeni. Andronikos je trdil, da gre za grobnice makedonskih kraljev, vključno z grobnico Filipa II., očeta Aleksandra Velikega (Grobnica II.), in grobnico Aleksandra IV. Makedonskega, sina Aleksandra Velikega in Roksolane (Grobnica III.)
Nekateri arheologi so njegovo trditev izpodbijali. Leta 2010 so raziskave, ki so temeljile na podrobni študiji okostij, opravičile Andronikove trditve. Ne enem od okostij so ugotovili nesimetričnost obraza, ki jo je povzročila težka poškodba, kar se ujema z zgodovino Filipa II.
Po letu 1987 je bila odkrita skupina grobnica kraljic, vključno z grobnico kraljice Evridike. Marca 2014 je bilo v Vergini odkritih še pet kraljevih grobnic, ki so verjetno pripadale Aleksandru I. Makedonskemu in njegovi družini ali družini Kasandra Makedonskega.
Na nekateih v Vergini izkopanih predmetih so opazni azijski vplivi ali so bili celo v poznem 6. in zgodnjem 5. stoletju pr. n. št. uvoženi iz ahemenidske Perzije. V tem času je bila Makedonija pod perzijskim vplivom.

### Grobnica Filipa II.
Muzej kraljevih grobnic Filipa II., odprt leta 1993, je zgrajen nad grobnicami, tako da so ostale na prvotnem mestu. Pod streho muzeja je tudi gomila, kakršna je bila pred izkopavanji. V muzeju so štiri grobnice in majhen tempelj, zgrajen kot tempelj za pokop Filip II. Najpomembnejši grobnici (II in III) sta bili pred odkritjem nedotaknjeni in sta vsebovali vse priložene zaklade. 
Grobnica Filipa II., odkrita leta 1977, ima dve sobi. V glavni sobi je bila marmornata skrinja, v njej pa manjša krsta (larnax) iz čistega zlata, težka  11 kilogramov. V njej je bil vtisnjen simbol Verginino Sonce. V zlati krsti so bile kosti in zlat venec s 313 hrastovimi listi in  68 želodi, težak 717 gramov. V sobi so našli tudi zlato in slonokoščeno popolno bojno opremo pokojnega, bogato izklesano pogrebno posteljo, na katero je bil položen in pozneje upepeljen, ter srebrn jedilni pribor za pogrebno pojedino. Med druge dragocene predmeta spada več z zlatom okrašenih oklepov, orožje in bronasti pogrebni pripomočki.
V predprostoru je bila še ena skrinja z zlatim larnaksom, v kateri so bile ženske kosti, zavite v zlato-škrlatno tkanino z zlatim diademom, okrašenim s cveticami in emajlom. Krsta je pripadala kraljici, verjetno Filipovi ženi, Tračanki Medi. Njena pogrebna postelja je bila delno uničena v požaru. Na njej je zlat venec z listi in cvetovi mirte. Nad dorskim vhodom v grobnico je 5,60 m dolga stena, poslikana z lovskimi prizori. Steno je poslikal verjetno slavni Filoksen iz Eretrije in domnevno prikazuje Filipa in Aleksandra.
Ob Filipovi grobnici je grobnica I, ki je nedvomno pripadala pomembnemu članu njegove družine, verjetno Nikisipoli, eni od njegovih kraljic. Pokopana je bila nekaj let pred Filipom v enostavno kamnito krsto. Grobnica je na žalost izropana. Edina stenska poslikava v grobnici prikazuje ugrabitev Perzefone, ki jo je izpeljali bog podzemlja, tiho Demetro in tri nepristranske Usode s Hermesom, vodnikom duš, in prestrašeno nimfo, ki je priča grozljivemu dogodku. Prizor je edinstven primer antičnega slikarstva. Zanj velja, da je delo slavnega slikarja Nikomaha. Slika je tudi ena redkih ohranjenih upodobitev starodavnih mističnih pogledov na onostranstvo.
Leta 1978 je bila odkrita grobnica III. Tudi ta je v bližini Filipove grobnice in naj bi pripadala Aleksandru IV. Makedonskemu, sinu Aleksandra Velikega, umorjenemu 25 let po Filipovem atentatu. Je nekoliko manjša od grobnice II in tudi ni bila izropana. Grobnica ima dve sobi. V glavni sobi so na kamnitem podstavku našli fino srebrno hidrijo, v kateri so bile upepeljene kosti, na njej pa zlat hrastov venec. Našli so tudi izvrstno srebrno posodo in orožje, ki je kazalo na kraljevski status. Stene grobnice je krasil ozek friz z dirkalnimi kočijami. Na ostankih lesene posmrtne zofe, okrašene z zlatom in slonovino, je izvrstna upodobitev Dioniza s flavtistom in satirom.
Grobnica IV, odkrita leta 1980, ima impresiven vhod s štirimi dorskimi stebri. Grobnica je zelo poškodovana in bi lahko vsebovala dragocene zaklade. Zgrajena je bila v 4. stoletju pr. n. št. in bi lahko pripadala Antigonu II. Gonatu.
Velika gomila je bila nasuta na začetku 3. stoletja pr. n. št., verjetno po naročilu Antigona Gonata. Z veliko gomilo so prekrili štiri manjše, da bi kraljeve grobnice zaščitili pred roparji. Galski maroderji so namreč malo pred tem izropali in uničili mestno pokopališče. V gomili so odkrili več starejših nagrobnih stel.

### Palača
Najpomembnejša odkrita stavba je monumentalna palača na planoti neposredno pod akropolo. Imela je dve, morda tri nadstropja in veliko odprto dvorišče, obdano z dorskimi kolonadami. Na severni strani je bila velika galerija, obrnjena proti odru sosednjega gledališča in makedonski ravnici. Palača je bila razkošno okrašena z mozaičnimi tlemi, pobarvanimi ometanimi stenami in finimi reliefnimi ploščicami. Arheologi so gradnjo palače postavili v čas vladavine Filipa II., čeprav je imel tudi palačo v prestolnici Peli. Ta ogromna stavba je bila vidna iz celotne makedonske kotline. Je izjemen mejnik, simbol moči in lepote. Stavba je edinstvena, za svoj čas nadvse revolucionarna in avantgardna. Za Filipa jo je zasnoval izjemen arhitekt, verjetno Pitij, znan po svojem prispevku pri gradnji mavzoleja v Halikarnasu ter k razvoju urbanističnega načrtovanja in teoriji sorazmerij. Palača naj bi postala arhetip vseh bazilej (kraljevih palač) v helenističnem svetu in širše. Zidarski in arhitekturni elementi, vsi umetelno obdelani, so bili prekriti s sijajnim visokokakovostnim štukaturami, ki spominjajo na marmor. Podobne so Vitruvijevemu opisu štukatur v Mavzolovi palači, ki so "sijale, kot da so iz stekla". Gledališče, tudi iz druge polovice 4. stoletja pr. n. št., je bilo sestavni del palače.
Palača ne velja samo za največjo, temveč skupaj z atenskim Partenonom tudi za najpomembnejšo stavbo klasične Grčije. Obnovitvena dela na palači naj bi bila končana do leta 2022.

### Druge grobnice
Pokopališče s tumuli se razteza na več kot treh kilometrih in vsebuje več kot 500 grobov z dragocenimi grobnimi pridatki. Nekateri grobovi so datirani v 11. stoletje pr. n. št. Severozahodno od starodavnega mesta je pomembna skupina grobnic iz 6. in 5. stoletja pr. n. št., ki pripadajo članom makedonske dinastije in njihovim dvorjanom.
V sklopu grobnic kraljic so preproste kamnite in jamske grobnice iz obdobja grško-perzijskih vojn. Dve sta verjetno pripadali materi in ženi Aleksandra I., zlati "Ajgajski gospe" in njeni sorodnici, v katere grobnici je bilo ob pogrebu najmanj šestindvajset majhnih kipov iz terakote. Eno od grobnic z impozantnim marmornatim prestolom, postavljeno okoli leta 340 pr. n. št., so prepoznali kot grobnico kraljice Evridike, matere Filipa II.
Tako imenovana "Jonska grobnica" ali "Rimska grobnica" je elegantna makedonska grobnica s prestolom, ki je verjetno pripadala kraljici Tesaloniki.

## Galerija
- "Had ugrablja Perzefono", freska
- Ostanki kraljeve grobnice
- Ostanki kraljičine grobnice
- Velika grobnica v Ajgaju
- Grobnica III, ki je domnevno pripadala Aleksandru IV. Makedonskemu
- Manolis Andronikos

## Vira
- Drougou S., Saatsoglou Ch., Vergina: Reading around the archaeological site, Ministry of Culture, 2005.
- Roisman, Joseph; Worthington, Ian (2011). A Companion to Ancient Macedonia. John Wiley and Sons. ISBN 978-1-4443-5163-7.